# Domenico Berni Leonardi
Domenico Berni Leonardi (ur. 26 maja 1940 w Bedonii) – włoski duchowny rzymskokatolicki posługujący w Peru, od 1988 do 2018 prałat terytorialny Chuquibambilla.